# MTV Europe Music Awards 1994
Pierwsze rozdanie nagród MTV Europe Music Awards odbyło się 24 listopada 1994 roku w Berlinie. Miejscem ceremonii był plac przed Bramą Brandenburską. Gospodarzem był walijski piosenkarz Tom Jones.

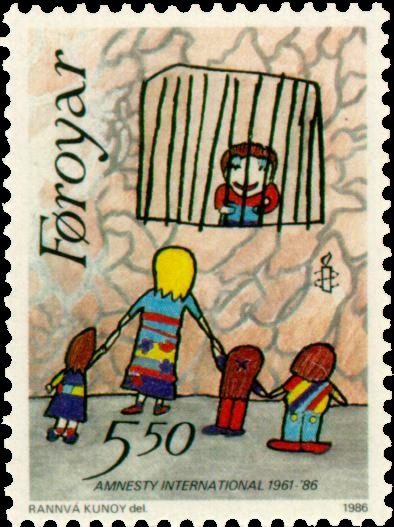
Free Your Mind 1994: Amnesty International

## Zwycięzcy
- Najlepszy wokalista: Bryan Adams
- Najlepsza wokalistka: Mariah Carey
- Najlepszy zespół: Take That
- Najlepszy wykonawca rock: Aerosmith
- Najlepszy wykonawca dance: The Prodigy
- Najlepsza piosenka: Youssou N’Dour & Neneh Cherry, „7 Seconds"
- Najlepszy reżyser: Mark Pellington – Whale's Hobo Humpin' Slobo Babe
- Najlepsza reedycja: Gun, Word Up
- Przełomowy artysta: Crash Test Dummies